# Gayelle
Gayelle es un movimiento internacional de la organización Sapphic Chic que tiene como objetivo cambiar la terminología aplicada a las mujeres homosexuales, sustituyendo el uso del término predominante en la actualidad «lesbiana» por el neologismo «gayelle», que consideran una palabra más sofisticada y femenina.

## Movimiento
El movimiento cree que lesbiana es término anticuado, negativo y prejuicioso, y encuentras también la alternativa «gay» inaceptable. La palabra se origina al fusionar el término «gay» con la palabra francesa «elle», que significa ella.
El grupo ha organizado una campaña de relaciones públicas a nivel mundial. para promover el neologismo, que es de uso común entre las lesbianas jóvenes, particularmente en Los Ángeles y San Francisco en California.

### Hipshe
El movimiento también persigue la sustitución de la palabra «bisexual» (en referida las mujeres) por «hipshe», para eliminar a la palabra sexo del nombre y porque alegan que históricamente se usó para referirse a los hermafroditas.

## Críticas
El uso del término gayelle ha sido criticado por ser innecesario y feo. Algunos opinan que la feminización de términos masculinos tiene una larga historia entre las denominaciones usadas para la comunidad LGBT y que debería ser rechazado por las mujeres homosexuales.